# Eleição presidencial nos Estados Unidos em 2008
A eleição presidencial nos Estados Unidos em 2008 foi a 56ª eleição presidencial quadrienal no país, realizada em 4 de novembro de 2008. O senador Barack Obama e seu candidato a vice, o senador Joe Biden, ambos do Partido Democrata, derrotaram os republicanos John McCain e sua candidata a vice Sarah Palin.
O presidente republicano em exercício George W. Bush não era elegível para prosseguir com um terceiro mandato devido aos limites estabelecidos pela 22ª Emenda. Como nem Bush nem o vice-presidente Dick Cheney procuraram a presidência, as eleições de 2008 foram as primeiras desde 1952, nas quais nenhum candidato presidencial do partido principal era o presidente em exercício ou o vice-presidente em exercício. McCain foi escolhido o candidato republicano em março de 2008, enquanto que a candidatura democrata foi marcada por uma disputa acirrada entre Obama e a senadora Hillary Clinton, sendo Obama escolhido apenas no início de junho. As campanhas focaram bastante na Guerra do Iraque e na impopularidade do então presidente George W. Bush, porém os candidatos também centraram-se em questões internas, que ganhavam um destaque cada vez maior a medida que iniciava-se a Grande Recessão, devido à crise financeira de 2008.
Obama venceu as eleições, com a maioria tanto dos votos populares quanto dos votos do Colégio Eleitoral, com 365 votos eleitorais contra 173 de McCain; recebeu a maior porcentagem de votos populares para um candidato democrata em quase meio século. A vitória de Obama nas primárias do partido democrata e sua vitória nas eleições foram inéditas para um afro-americano.

## O processo eleitoral
O processo eleitoral consiste na escolha de membros para o Colégio Eleitoral dos Estados Unidos, e o candidato que tiver mais votos no Colégio Eleitoral (pelo menos 270 votos) é o escolhido como presidente dos Estados Unidos. Se nenhum candidato receber a maioria dos votos no Colégio Eleitoral, o presidente-eleito é escolhido numa votação da Câmara de Representantes dos Estados Unidos.
Tal como na eleição de 2004, o número de eleitores do Colégio Eleitoral em cada estado americano é parcialmente baseado no censo do ano 2000.

## Nomeações

### Partido Democrata

#### Candidato
|                                                     | Barack Obama                                        | Joe Biden |
| para Presidente                                     | para Vice-Presidente                                |           |
|                                                     |                                                     |           |
| Senador dos Estados Unidos por Illinois (2005–2008) | Senador dos Estados Unidos por Delaware (1973–2009) |           |
| Campanha                                            |                                                     |           |

#### Pré-candidatos do Partido Democrata
- Joe Biden, senador do Delaware (retirou a sua candidatura em 3 de Janeiro de 2008)
- Hillary Clinton, senadora por Nova Iorque (retirou a sua candidatura em 7 de junho de 2008)
- Christopher Dodd, senador do Connecticut (retirou a sua candidatura em 3 de Janeiro de 2008)
- John Edwards, ex-senador da Carolina do Norte e candidato à vice-presidência na eleição de 2004 (retirou a sua candidatura em 30 de Janeiro de 2008[2])
- Mike Gravel, ex-senador pelo Alasca (retirou a sua candidatura em 25 de março de 2008)
- Dennis Kucinich, representante do Ohio (retirou a sua candidatura em 25 de Janeiro de 2008)[3]
- Bill Richardson, governador do Novo México e ex-embaixador nas Nações Unidas

Entre os nomes que foram propostos para a candidatura à vice-presidência mas que acabaram por não ser escolhidos encontraram-se Hillary Clinton, Wesley Clark, Sam Nunn, Ted Strickland, John Edwards, Mike Easley, Ed Rendell, Bill Richardson, Chuck Hagel, Jim Webb e Kathleen Sebelius.

### Partido Republicano
A eleição de 2008 foi a primeira vez desde 1952 que nem o presidente em exercício nem o vice-presidente em exercício foram candidatos nas eleições gerais, mas também foi a primeira vez desde a eleição de 1928 que nenhum deles buscou a indicação de seu partido para presidente; como Bush tinha impedimento de buscar outra indicação, o aspecto único era a decisão do vice-presidente Cheney de não procurar a indicação republicana. A eleição de 2008 também foi a terceira eleição presidencial desde 1896, na qual nem o presidente em exercício, nem o vice-presidente em exercício, nem um membro atual ou ex-membro do gabinete do presidente em exercício ganharam a nomeação de qualquer partido principal, sendo as outras vezes 1920 e 1952.

#### Candidato
|                                                     | John McCain                          | Sarah Palin |
| para Presidente                                     | para Vice-Presidente                 |             |
|                                                     |                                      |             |
| Senador dos Estados Unidos pelo Arizona (1987–2018) | 9ª Governadora do Alasca (2006–2009) |             |

#### Pré-candidatos do Partido Republicano
- Sam Brownback, senador pelo Kansas
- Jim Gilmore, ex-governador da Virgínia
- Rudolph Giuliani, ex-prefeito de Nova Iorque
- Mike Huckabee, ex-governador do Arkansas
- [uncan Hunter, membro da Câmara dos Representantes pela Califórnia[7]
- John McCain, senador pelo Arizona
- Ron Paul, membro da Câmara dos Representantes pelo Texas[8]
- Mitt Romney, ex-governador de Massachusetts[9]
- Tom Tancredo, membro da Câmara dos Representados pelo Colorado
- Fred Thompson, ex-senador pelo Tennessee
- Tommy Thompson, ex-governador de Wisconsin

Entre os nomes que foram propostos para a candidatura à vice-presidência mas que acabaram por não ser escolhidos encontraram-se Bobby Jindal, Condoleezza Rice, Tim Pawlenty, Mitt Romney, Mike Huckabee, Joe Lieberman, Carly Fiorina, Mark Sanford, Charlie Crist e Rob Portman.

### Outros partidos

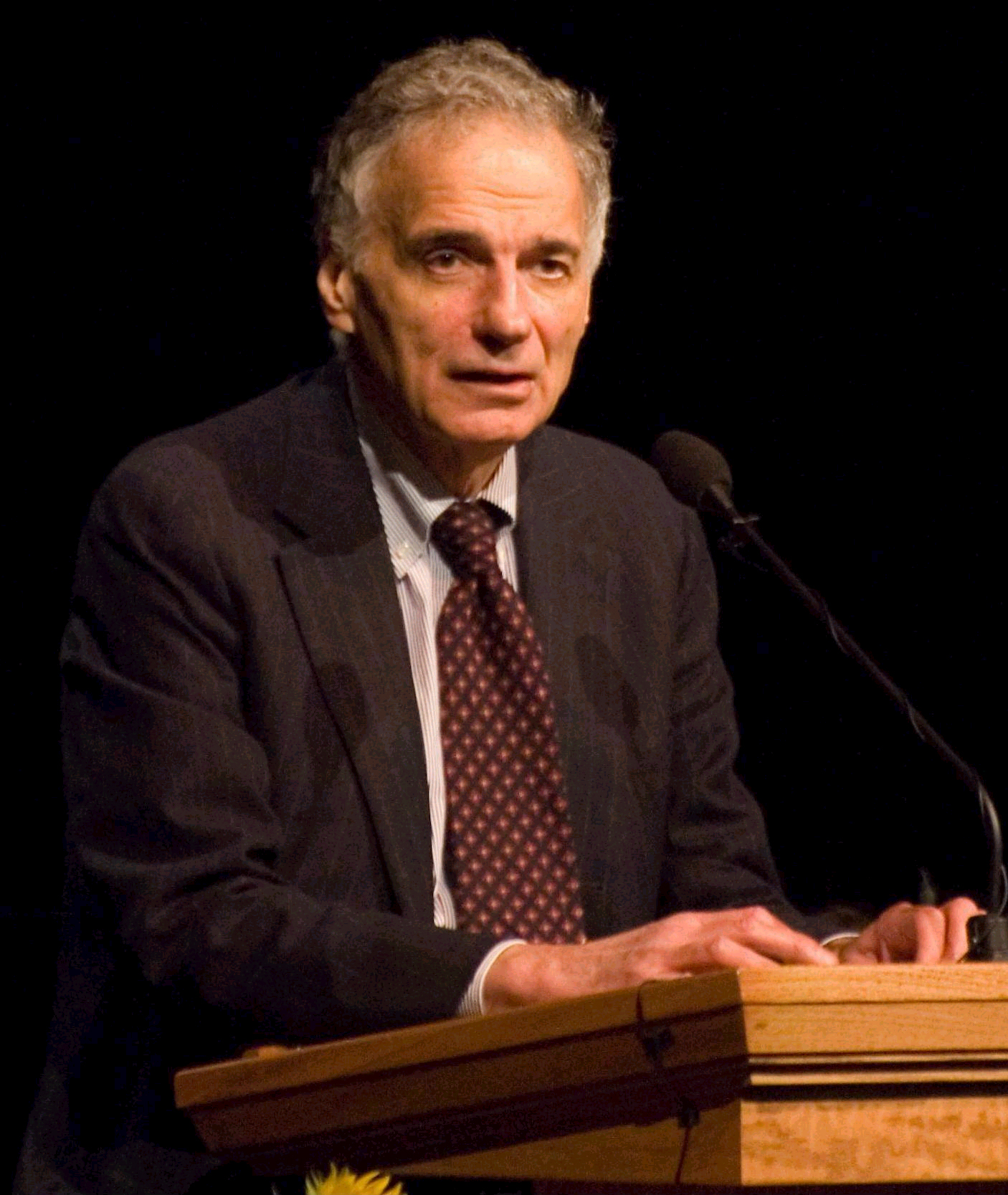
Ralph Nader Independente
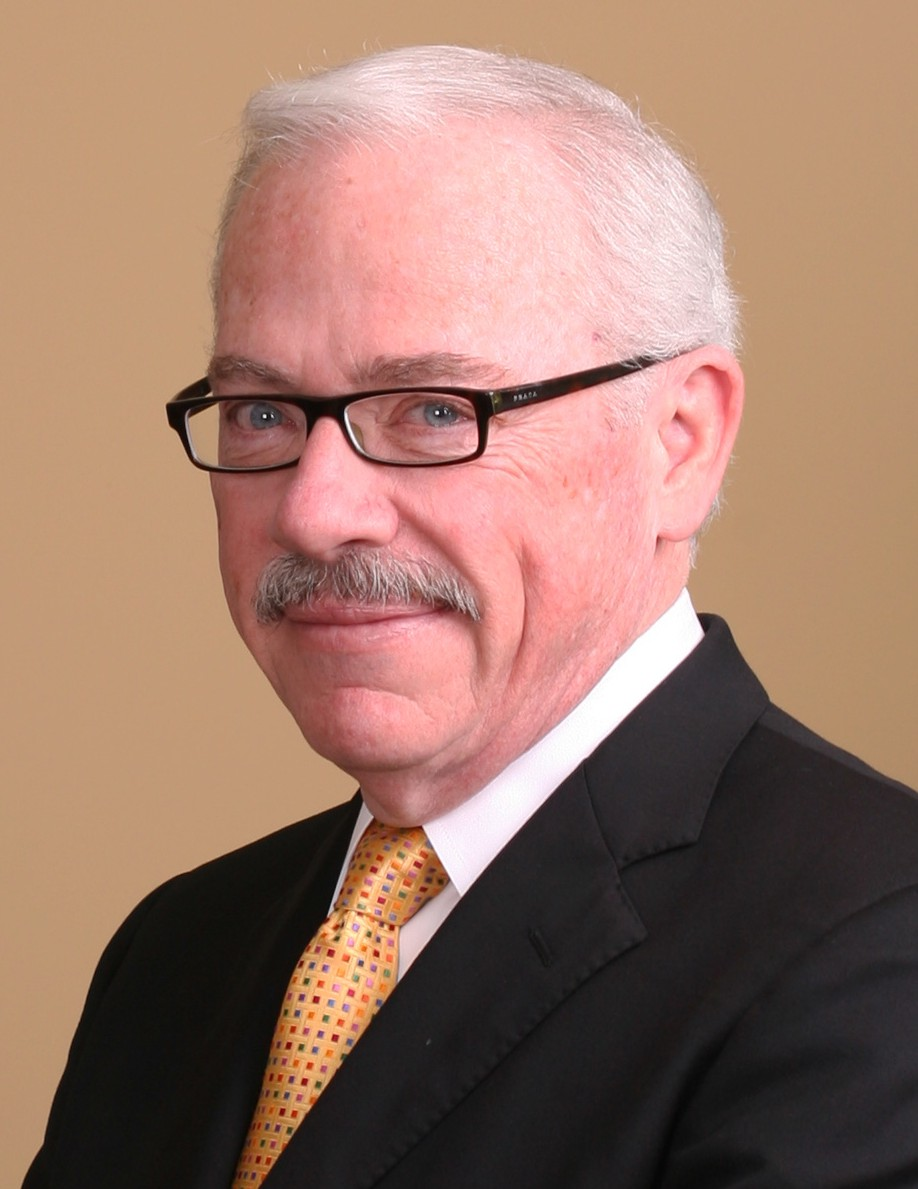
Bob Barr Partido Libertário
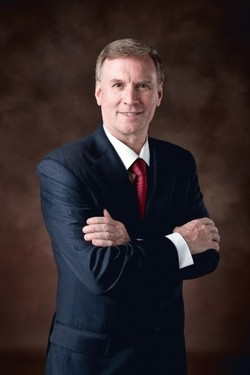
Chuck Baldwin Partido da Constituição
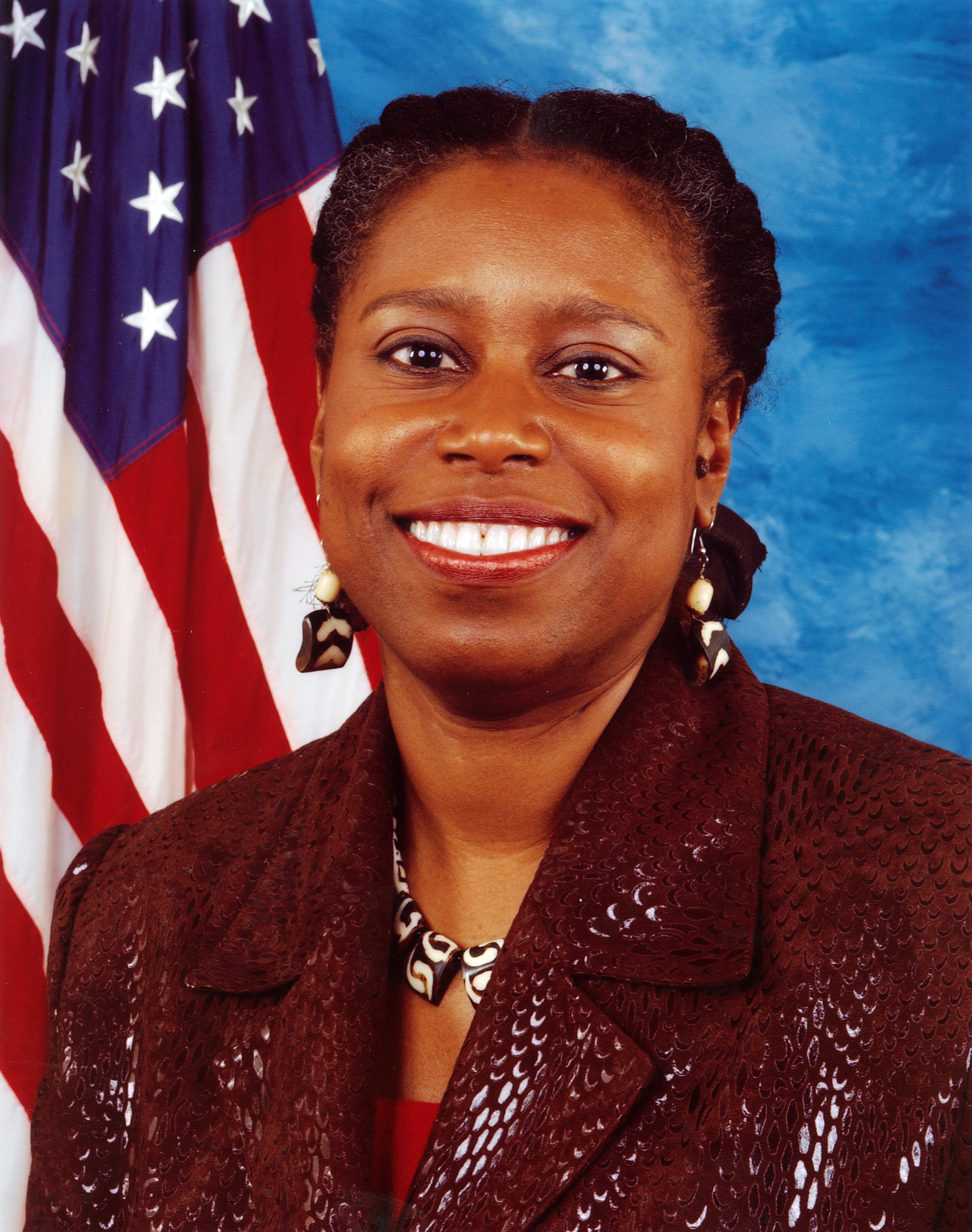
Cynthia McKinney Partido Verde

## Resultados
| Resultados finais da eleição para presidente dos Estados Unidos em 2008 | Resultados finais da eleição para presidente dos Estados Unidos em 2008 | Resultados finais da eleição para presidente dos Estados Unidos em 2008 | Resultados finais da eleição para presidente dos Estados Unidos em 2008 | Resultados finais da eleição para presidente dos Estados Unidos em 2008 | Resultados finais da eleição para presidente dos Estados Unidos em 2008 | Resultados finais da eleição para presidente dos Estados Unidos em 2008 | Resultados finais da eleição para presidente dos Estados Unidos em 2008 | Resultados finais da eleição para presidente dos Estados Unidos em 2008 |
| Candidato a presidente                                                  | Estado de origem                                                        | Candidato a vice-presidente                                             | Estado de origem                                                        | Partido                                                                 | Partido                                                                 | Voto popular                                                            | Voto popular                                                            | Colégio Eleitoral                                                       |
| Candidato a presidente                                                  | Estado de origem                                                        | Candidato a vice-presidente                                             | Estado de origem                                                        | Partido                                                                 | Partido                                                                 | Votos                                                                   | Percentagem                                                             | Colégio Eleitoral                                                       |
| ----------------------------------------------------------------------- | ----------------------------------------------------------------------- | ----------------------------------------------------------------------- | ----------------------------------------------------------------------- | ----------------------------------------------------------------------- | ----------------------------------------------------------------------- | ----------------------------------------------------------------------- | ----------------------------------------------------------------------- | ----------------------------------------------------------------------- |
| Barack Obama                                                            | Illinois                                                                | Joe Biden                                                               | Delaware                                                                |                                                                         | Democrata                                                               | 69 498 516                                                              | 52,93%                                                                  | 365                                                                     |
| John McCain                                                             | Arizona                                                                 | Sarah Palin                                                             | Alaska                                                                  |                                                                         | Republicano                                                             | 59 948 323                                                              | 45,65%                                                                  | 173                                                                     |
| Ralph Nader                                                             | Connecticut                                                             | Matt Gonzalez                                                           | California                                                              |                                                                         | Independente                                                            | 739 034                                                                 | 0,56%                                                                   | 0                                                                       |
| Bob Barr                                                                | Georgia                                                                 | Wayne Allyn Root                                                        | Nevada                                                                  |                                                                         | Libertário                                                              | 523 715                                                                 | 0,40%                                                                   | 0                                                                       |
| Chuck Baldwin                                                           | Florida                                                                 | Darrell Castle                                                          | Tennessee                                                               |                                                                         | Constituição                                                            | 199 750                                                                 | 0,15%                                                                   | 0                                                                       |
| Cynthia McKinney                                                        | Georgia                                                                 | Rosa Clemente                                                           | Carolina do Norte                                                       |                                                                         | Verde                                                                   | 161 797                                                                 | 0,12%                                                                   | 0                                                                       |
| Alan Keyes                                                              | Nova York                                                               | Wiley Drake                                                             | Colorado                                                                |                                                                         | Independente                                                            | 47 941                                                                  | 0,04%                                                                   | 0                                                                       |
| Outros                                                                  | Outros                                                                  | Outros                                                                  | Outros                                                                  | Outros                                                                  | Outros                                                                  | 242 685                                                                 | 0,18%                                                                   | —                                                                       |
| Total                                                                   | Total                                                                   | Total                                                                   | Total                                                                   | Total                                                                   | Total                                                                   | 131 313 820                                                             | 100%                                                                    | 538                                                                     |
| Necessários para vencer                                                 | Necessários para vencer                                                 | Necessários para vencer                                                 | Necessários para vencer                                                 | Necessários para vencer                                                 | Necessários para vencer                                                 | Necessários para vencer                                                 | Necessários para vencer                                                 | 270                                                                     |